# Leichtathletik-Länderkampf der Frauen 1957 BR Deutschland – Großbritannien
| 11. Leichtathletik-Länderkampf mit bundesdeutscher Beteiligung 1957 | 11. Leichtathletik-Länderkampf mit bundesdeutscher Beteiligung 1957 |               |
| ------------------------------------------------------------------- | ------------------------------------------------------------------- | ------------- |
|                                                                     |                                                                     |               |
| Ländervergleich der Frauen: BR Deutschland – Großbritannien         |                                                                     |               |
| Austragungsort                                                      | Kiel                                                                |               |
| Wettbewerbe                                                         | 10                                                                  |               |
| Datum                                                               | 15. September 1957                                                  |               |
| 1. FRG 2. GBR                                                       | 58 Punkte 48 Punkte                                                 |               |
| Chronik                                                             |                                                                     |               |
| ← FRG-GBR (M)                                                       | FRG-CSK (M) →                                                       | FRG-CSK (M) → |

Im elften Vergleich des Länderkampfjahres 1957 kamen zum zweiten Mal in dieser Saison die Frauen zum Zug. Am 15. September führten sie in Kiel wie die Männer in Hannover einen Vergleich mit Großbritannien durch, der allerdings im Gegensatz zur Veranstaltung der Männer an nur einem Tag abgewickelt wurde. Die ersten beiden Begegnungen der beiden Nationen waren an die Britinnen gegangen.

## Wettbewerbe und Modus
Ausgetragen wurden die in Länderkämpfen der Frauen inzwischen üblichen zehn Disziplinen, womit alle damals aktuellen olympischen Wettbewerbe auf dem Programm standen. Hinzu kam noch der 800-Meter-Lauf, der bei den Spielen 1960 in Rom wieder olympisch wurde. Diese Mittelstrecke war nach ihrer einmaligen Austragung bei den Spielen 1928 bis einschließlich 1956 als olympische Disziplin für Frauen gestrichen worden. Gewertet wurde in den Einzeldisziplinen nach dem Standardsystem, in den Staffeln mit fünf zu zwei Punkten.

## Ergebnis
Die vier Einzellaufstrecken gingen allesamt an Großbritannien, einmal mit einem Doppelerfolg. Die Staffel sowie sämtliche technischen Wettbewerbe entschieden die bundesdeutschen Leichtathletinnen für sich, drei davon mit Doppelerfolgen. So siegte die Bundesrepublik Deutschland in diesem Duell nun zum ersten Mal. Mit 58 zu 48 Punkten lagen die deutschen Sportlerinnen am Ende vorn.

## Resultate

### 100 m
| Platz | Athletin          | Land | Zeit (s) |
| ----- | ----------------- | ---- | -------- |
| 1     | Madeleine Weston  | GBR  | 11,7     |
| 2     | Brunhilde Hendrix | FRG  | 11,8     |
| 3     | Edeltraud Eiberle | FRG  | 11,9     |
| 4     | Pam Wyatt         | GBR  | 12,0     |

### 200 m
| Platz | Athletin       | Land | Zeit (s) |
| ----- | -------------- | ---- | -------- |
| 1     | June Paul      | GBR  | 24,5     |
| 2     | Inge Fuhrmann  | FRG  | 24,6     |
| 3     | Dudderridge    | GBR  | 25,1     |
| 4     | Maria Jeibmann | FRG  | 25,4     |

### 800 m
| Platz | Athletin          | Land | Zeit (min) |
| ----- | ----------------- | ---- | ---------- |
| 1     | Diane Leather     | GBR  | 2:09,3     |
| 2     | Phyllis Perkins   | GBR  | 2:10,4     |
| 3     | Ariane Döser      | FRG  | 2:11,3     |
| 4     | Margarete Buscher | FRG  | 2:18,2     |

### 80 m Hürden
| Platz | Athletin              | Land | Zeit (s) |
| ----- | --------------------- | ---- | -------- |
| 1     | Carole Quinton        | GBR  | 11,2     |
| 2     | Anneliese Seonbuchner | FRG  | 11,2     |
| 3     | Edeltraud Eiberle     | FRG  | 11,4     |
| 4     | Carolyn Ivins         | GBR  | 11,5     |

### 4 × 100 m Staffel
| Platz | Besetzung      | Land                                                           | Zeit (s) |
| ----- | -------------- | -------------------------------------------------------------- | -------- |
| 1     | BR Deutschland | Jutta Klinge Edeltraud Eiberle Brunhilde Hendrix Inge Fuhrmann | 46,0     |
| 2     | Großbritannien | Madeleine Weston Wheeler Pam Wyatt June Paul                   | 47,4     |

### Hochsprung
| Platz | Athletin       | Land | Höhe (m) |
| ----- | -------------- | ---- | -------- |
| 1     | Marlene Mathei | FRG  | 1,61     |
| 2     | Mary Bignal    | GBR  | 1,58     |
| 3     | Thelma Hopkins | GBR  | 1,55     |
| 4     | Inge Kilian    | FRG  | 1,55     |

### Weitsprung
| Platz | Athletin              | Land | Weite (m) |
| ----- | --------------------- | ---- | --------- |
| 1     | Helga Hoffmann        | FRG  | 5,87      |
| 2     | Anneliese Seonbuchner | FRG  | 5,69      |
| 3     | Christina Persighetti | GBR  | 5,60      |
| 4     | Thelma Hopkins        | GBR  | 5,56      |

### Kugelstoßen
| Platz | Athletin        | Land | Weite (m) |
| ----- | --------------- | ---- | --------- |
| 1     | Marianne Werner | FRG  | 14,92     |
| 2     | Mathilde Hartl  | FRG  | 14,43     |
| 3     | Charman         | GBR  | 12,09     |
| 4     | Josephine Cook  | GBR  | 11,96     |

### Diskuswurf
| Platz | Athletin              | Land | Weite (m) |
| ----- | --------------------- | ---- | --------- |
| 1     | Anne Chatrine Lafrenz | FRG  | 48,87     |
| 2     | Gudrun Kapolke        | FRG  | 42,77     |
| 3     | Sylvia Needham        | GBR  | 39,72     |
| 4     | Charman               | GBR  | 37,82     |

### Speerwurf
| Platz | Athletin          | Land | Weite (m) |
| ----- | ----------------- | ---- | --------- |
| 1     | Almut Brömmel     | FRG  | 53,77     |
| 2     | Averil Williams   | GBR  | 44,10     |
| 3     | Sue Platt         | GBR  | 41,85     |
| 4     | Renate Dannenfeld | FRG  | 41,53     |